# Donald Sinden

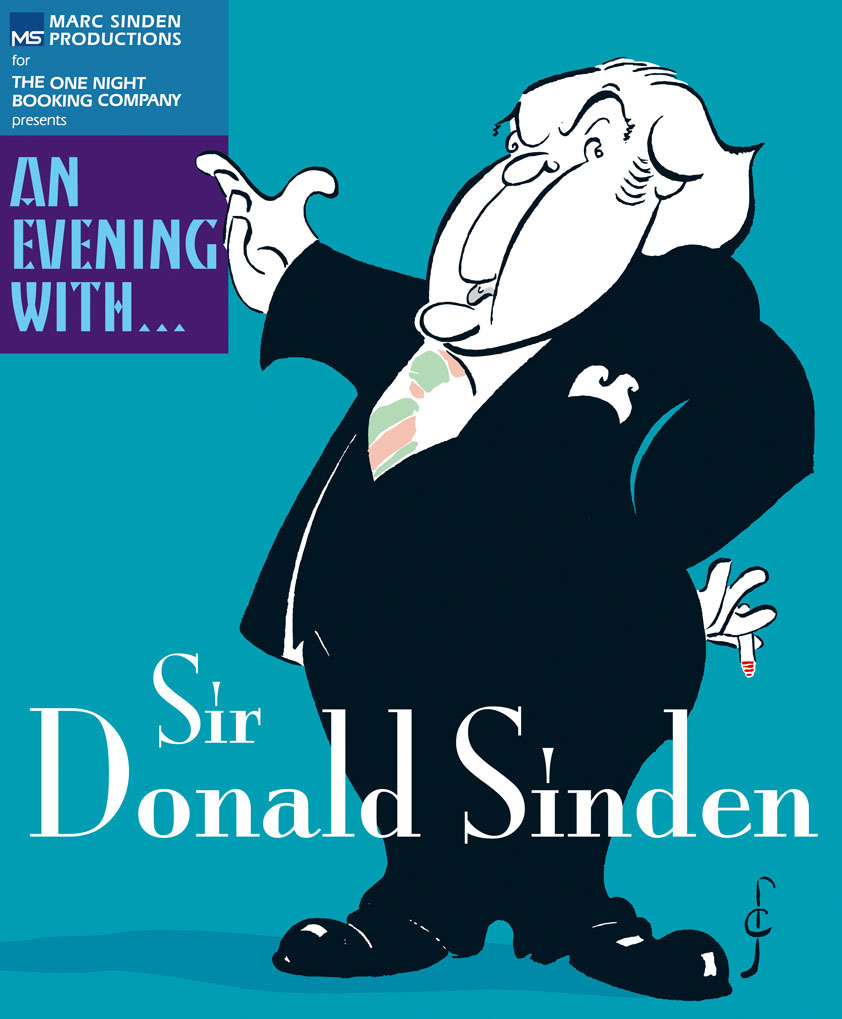
Plakat mit Donald Sinden

Sir Donald Sinden (* 9. Oktober 1923 in Plymouth, England; † 11. September 2014 in Kent, England) war ein britischer Schauspieler.

## Leben
Donald Sinden wurde als Donald Alfred Sinden 1923 in Plymouth als Sohn von Alfred Edward Sinden und dessen Frau Mabel Agnes (Fuller) geboren. Sein Debüt als Schauspieler gab er 1941 am Amateurtheater in Brighton, doch nur wenige Monate später arbeitete er bereits als professioneller Schauspieler. Er trat während des Zweiten Weltkrieges regelmäßig für die Armee an der Südküste Englands auf. Zu dieser Zeit befreundete er sich ebenfalls mit Oscar Wildes Liebhaber Lord Alfred Douglas und 1945 zählte Sinden zu den einzigen zwei Personen, welche Lord Alfreds Beerdigung beiwohnten. Er wurde zu einem bekannten Theaterdarsteller und spielte unter anderem Ende der 1940er-Jahre neben Ralph Richardson und Peggy Ashcroft im Stück The Heiress, unter Regie von John Gielgud.
Bereits in seinem ersten Film Der große Atlantik aus dem Jahre 1952 spielte er zusammen mit Jack Hawkins die Hauptrollen. In den 1950er-Jahren stand Sinden bei der Rank Organisation unter Vertrag und drehte für diese 23 Filme, viele davon bedeutende britische Filme ihrer Zeit. Große Bekanntheit erlangte er ebenfalls durch die Rolle des Medizinstudenten Beskin in der Doktor-Filmreihe. 1953 spielte Sinden in Hollywood in John Fords Liebesdrama Mogambo, wo er den betrogenen Ehemann von Grace Kelly darstellte. Später erzielte er vor allem als Fernsehdarsteller in Sitcoms wie Never the Twain und Judge John Deed Erfolge.
1948 heiratete er Diana Mahony. Aus der Ehe gingen die Söhne Jeremy Sinden (1950–1996), Schauspieler, und Marc Sinden (* 1954), Regisseur, Schauspieler und Theaterproduzent, hervor. Sinden starb 2014 im Alter von 90 Jahren in seinem Zuhause in der Grafschaft Kent an den Folgen einer langjährigen Erkrankung an Prostatakrebs.

## Filme (Auswahl)
- 1952: Der große Atlantik (The Cruel Sea)
- 1953: Mogambo
- 1954: Aber, Herr Doktor... (Doctor in the House) – Regie: Ralph Thomas
- 1954: Endstation Harem (You know what Sailors are)
- 1954: Ins Paradies verdammt (The Beachcomber)
- 1955: Josephine und die Männer (Josephine and Men)
- 1955: Simba
- 1955: X-Boote greifen an (Above Us the Waves, Verweistitel: Submarine – U-Boote greifen an)
- 1956: Das schwarze Zelt (The black Tent)
- 1956: Kronzeuge gesucht (Eye Witness)
- 1956: Tiger im Nebel (Tiger in the Smoke)
- 1957: Ein Alligator namens Daisy (An Alligator named Daisy)
- 1957: Hilfe, der Doktor kommt (Doctor at Large) – Regie: Ralph Thomas
- 1958: Der Luxus-Käpt’n (The Captain’s Table)
- 1959: Immer Ärger mit den Ladies (Operation Bullshine)
- 1960: Verbrecherzentrale Sidney Street (The Siege of Sidney Street)
- 1962: Hundert Stunden Angst (Mix me a Person)
- 1967: Nummer 6 (The Prisoner) (Fernsehserie, 1 Folge)
- 1971: Die alles zur Sau machen (Villain)
- 1972: Bis zum letzten Patienten (The National Health, or Nurse Norton’s Affair)
- 1973: Der Schakal (The Day of the Jackal)
- 1975: Bleib mir ja vom Leib (That Lucky Touch)
- 1975: Insel am Ende der Welt (The Island at the Top of the World)
- 1996: Das Gespenst von Canterville (The Canterville Ghost)
- 1999: Rosamunde Pilcher: Das große Erbe (Nancherrow)
- 2008: Inspector Barnaby – Wenn der Morgen graut (Midsomer Murders: Shot at Dawn)
- 2010: Agatha Christie’s Marple (Fernsehserie, 1 Folge)